# Патера Пиллана
Патера Пиллана — патера, или кратер сложной формы с изрезанными краями, диаметром около 69 км на спутнике Юпитера Ио. Расположена по координатам 12°20′ ю. ш. 243°15′ з. д. / 12,34° ю. ш. 243,25° з. д., к северо-востоку от вулкана Пеле, к югу от горы Пиллана и к западу от патеры Рейден. Названа по имени арауканского бога грома, огня и вулканов Пиллана. Имя одобрено МАС в 1997 году

## Извержение
Извержение патеры Пиллана летом 1997 года, когда за 2 недели потоки лавы высотой около 10 м растеклись на 70 км, нынче определяется как извержение в «пилланском» (англ. Pillanian) стиле. При температурах выше 1600 °C, на область площадью более 125 000 км² происходил выброс шлейфа 140 км высотой, с отложением тёмных пирокластических материалов, богатых ортопироксенами. За ним последовало заполнение территории к северу от кальдеры, площадью более 3100 км², тёмным текучим материалом. Высокотемпературная часть извержения продолжалась от 52 до 167 дней, с мая по сентябрь 1997 года; наивысшей температуры (1900 °C, то есть на сотни градусов горячее, чем земные извержения) извержение достигло примерно 28 июня.
Это извержение 1997 года было крупнейшим эффузивным извержением, которое когда-либо наблюдалось. За 100-дневный период изверглось не менее 31 км³ лавы, а прямо за этим — ещё 25 км³. Это извержение проливает свет на размещение огромных по объёму потоков на Марсе и Земле миллионы лет назад. Наибольшая скорость извержения превышала 10 000 м³/с. Результатом извержения стали огромные тёмные отложения диаметром в 400 км, которые окружили патеру Пиллана и частично накрыли светло-красное кольцо, оставшееся от шлейфа вулкана Пеле. Со времени извержения отложения из шлейфа патеры Пиллана потускнели, будучи накрываемы материалом из Пеле и патеры Каминари (небольшого вулкана к востоку от патеры Пиллана).